# The Captive (film 1915)
The Captive è un film muto del 1915 diretto da Cecil B. DeMille. Sceneggiato da Jeanie Macpherson (che appare anche tra gli interpreti), si basa su un lavoro teatrale firmato dalla stessa sceneggiatrice e da DeMille. Gli interpreti erano Blanche Sweet, House Peters, Gerald Ward, Page Peters. Il film si ispira alle guerre balcaniche del 1912 e 1913.

## Trama
Durante le guerre balcaniche, il possidente terriero montenegrino Marko Martinovich resta ucciso, lasciando sola la sorella Sonya e Milos, il fratello storpio. Alla fattoria viene assegnato un prigioniero di guerra, il nobile turco Mahmud Hassan che, costretto da Sonya e dalla sua pistola, si adatta ad arare i campi, pulire le case, attingere l'acqua e fare il cuoco. Anche se i loro rapporti sono tesi, alla fine i due si innamorano. I turchi ben presto riprendono la zona e uno degli ufficiali, ubriaco, tenta di violentare Sonya che viene soccorsa da Mahmud. Questi, tornato a casa, scopre di avere perso il grado e di essere stato bandito per avere ostacolato l'ufficiale ubriaco. Ormai ridotto sulla strada, vi incontra Sonya e Milos, che hanno perduto la fattoria, ridotta in cenere da un incendio. I tre si uniscono, progettando un futuro insieme.

## Produzione
Il film fu prodotto dalla Jesse L. Lasky Feature Play Company. Il 20 febbraio 1915, il Moving Picture World annunciò il progetto come il prossimo veicolo per Blanche Sweet, film che fu il secondo girato dall'attrice per la Jesse L. Lasky Feature Play Co.

## Distribuzione
Il copyright del film, richiesto dalla Jesse L. Lasky Feature Play Co., Inc., fu registrato il 3 aprile 1915 con il numero LU4918.
Distribuito dalla Paramount Pictures e presentato da Jesse L. Lasky, il film uscì nelle sale statunitensi il 22 aprile 1915.

### Conservazione
Copia completa della pellicola si trova conservata negli archivi della Library of Congress di Washington.